# 大桑啓嗣
大桑 啓嗣（おおくわ けいじ、1949年2月18日-）は、日本の実業家。

## 略歴
三重県出身。日本大学商学部卒業。和歌山県和歌山市に本社を置き、南近畿（大阪府・奈良県・三重県）を中心にスーパーマーケットチェーンを展開しているオークワ創業者である大桑勇の三男である。大学卒業後、同社に入社。1980年に取締役就任。1992年、副社長就任。1998年には、現職である代表取締役社長に就任し、積極的な店舗出展や多様な店舗業態を開発し、同社を着実に拡大させてきた。
2008年3月、同年5月15日をもって、取締役副会長に就任することが発表された。なお新しい代表取締役社長には、福西拓也常務が就任した。これはオークワにおいて創業家以外の人物で初の社長就任となる。